# Barry Douglas
Barry James Douglas (Glasgow, 4 de septiembre de 1989) es un futbolista escocés. Juega de defensa y se encuentra sin equipo tras abandonar el St. Johnstone F. C.

## Clubes
| Club                            | País       | Año       |
| ------------------------------- | ---------- | --------- |
| Queen's Park F. C.              | Escocia    | 2008-2010 |
| Dundee United F. C.             | Escocia    | 2010-2013 |
| Lech Poznań                     | Polonia    | 2013-2016 |
| Konyaspor                       | Turquía    | 2016-2017 |
| Wolverhampton Wanderers F. C.   | Inglaterra | 2017-2018 |
| Leeds United F. C.              | Inglaterra | 2018-2021 |
| Blackburn Rovers F. C. (cedido) | Inglaterra | 2020-2021 |
| Lech Poznań                     | Polonia    | 2021-2024 |
| St. Johnstone F. C.             | Escocia    | 2024-     |

## Palmarés

### Campeonatos nacionales
| Título               | Club                          | País       | Año     |
| -------------------- | ----------------------------- | ---------- | ------- |
| Ekstraklasa          | Lech Poznań                   | Polonia    | 2014-15 |
| Supercopa de Polonia | Lech Poznań                   | Polonia    | 2015    |
| EFL Championship     | Wolverhampton Wanderers F. C. | Inglaterra | 2017-18 |
| EFL Championship     | Leeds United F. C.            | Inglaterra | 2019-20 |
| Ekstraklasa          | Lech Poznań                   | Polonia    | 2021-22 |